# Copa Rio Branco 1976
Copa Rio Branco 1976 – turniej towarzyski o puchar Rio Branco odbył się po raz dziesiąty (zarazem ostatni) w 1976 roku. W spotkaniu uczestniczyły zespoły: Brazylii i Urugwaju.

## Mecze
| 25 lutego Montevideo |  | Urugwaj | 1 | - | 2 | Brazylia |

| 28 kwietnia Rio de Janeiro |  | Brazylia | 2 | - | 1 | Urugwaj |

## Końcowa tabela
| M | Reprezentacja | L.m. | Zw. | Rem. | Por. | Bramki | R.br. | Pkt |
| 1 | Brazylia      | 2    | 2   | 0    | 0    | 4:2    | +2    | 4   |
| 2 | Urugwaj       | 2    | 0   | 0    | 2    | 2:4    | -2    | 0   |

Mecze te rozgrywane były w ramach Copa del Atlántico 1976
Triumfatorem turnieju Copa Rio Branco 1976 został zespół Brazylii.
Poprzednim turniejem tej serii był Copa Rio Branco 1968.